# Indicio
Un indicio (o índice) es, según Charles Sanders Peirce, un signo determinado por su objeto dinámico en virtud de la relación real que mantiene con él.
Un indicio es el carácter, pista o descubrimiento que carece de sentido pero da un rastreo objetivo y cognitivo de la idea planteada en el enunciado. 
Se trata de uno de los tres niveles del signo identificados por el filósofo estadounidense, junto con el icono y el símbolo. 
En su definición de signo ("un Signo, o Representamen, es un Primero que mantiene con un Segundo, llamado su Objeto, tan verdadera relación triádica que es capaz de determinar un Tercero, llamado su Interpretante, para que este asuma la misma relación triádica con respecto al llamado Objeto que la existente entre el Signo y el Objeto"), Peirce se basó en su visión de la organización de la experiencia humana en tres niveles: la Primeridad, la Secundaridad y la Terceridad. Grosso modo, estos niveles se corresponden, respectivamente, con las cualidades sentidas, con la experiencia del esfuerzo y con los signos.
El indicio se correspondería con la Secundaridad; es un signo que se encuentra en contigüidad con el objeto denotado, como por ejemplo ocurre con la aparición del síntoma de una enfermedad, el descenso del barómetro, la veleta que indica la dirección del viento.